# فرودگاه صحرایی برودفورد
فرودگاه صحرایی برودفورد (به انگلیسی: Broadford Airfield) یک فرودگاه همگانی با کد یاتا SKL است . این فرودگاه در کشور اسکاتلند قرار دارد و در ارتفاع ۷ متری از سطح دریا واقع شده‌است.